# Бугарска егзархија
Бугарска егзархија (буг. Българска екзархия) је била бугарска национална црква, основана 1870. године. Створена је неканонским путем, вољом турских власти, без сагласности Цариградске патријаршије, те је стога 1872. године на помесном сабору у Цариграду проглашена расколничком организацијом. Налазила се у расколу све до 1945. године када се измирила са Цариградском патријаршијом, добивши признање аутокефалности. Бугарска егзархија је 1953. године уздигнута на степен патријаршије и од тада је позната под називом Бугарска православна црква, који носи и данас. У периоду 1870—1918. и 1941—1944. њена јурисдикција је обухватала територије које данас припадају различитим државама: целу територију данашње Бугарске и Северне Македоније, и делове данашње Грчке (Егејска Македонија), Турске (Источна Тракија), Србије (регион Ниш, Пирот и Врање), Албаније (Мала Преспа) и Румуније (Северна Добруџа).

## Деловање у Јужној Србији и Македонији
Приликом стварања Бугарске егзархије, турски султан је у ферману од 28. фебруара 1870. године поименично назначио епархије које је требало пренети у њену надлежност. Поред епархија на бугарском етничком подручју, у султански ферман су уврштене и епархије на српском етничком подручју (Нишке епархије и Нишавске (Пиротске) епархије). Бугарски егзархисти су имали претензије и на Рашко-призренску епархију, али нису успели да их остваре. Међутим, егзархисти су успели да поставе своје владике у Македонији (Скопљу, Битољу и Охриду). Тиме је на поменутим просторима, поред канонских епархија Цариградске патријаршије створена мрежа неканонских егзархијских епархија, а православно становништво се поделило на "патријаршисте" и "егзархисте".
Православна црква у Кнежевини Србији није благовремено препознала опасност од стварања Бугарске егзархије, првенствено због тога што је београдски митрополит Михаило Јовановић био искрени поборник српско-бугарске сарадње, те је стога био затечен посезањем бугарских егзархиста за епархијама у српским областима и њиховом потоњом све израженијом антисрпском делатношћу. Пошто је Бугарска егзархија била створена уз подршку Русије, митрополит Михаило није прихватио позив цариградског патријарха да 1872. године учествује на помесном сабору у Цариграду, на којем је Бугарска егзархија оптужена за изазивање етнофилетизма и осуђена као расколничка организација. То су потом искористили бугарски егзархисти, који су међу српским становништвом у запоседнутим епархијама ширили лажне вести о наводној "сагласности" српске јерархије са оснивањем Бугарске егзархије.
Почев од оснивања Бугарске егзархије и добијања јурисдикције над територијом Македоније, а и због деловања пробугарске ВМРО, Бугарски егзархат је настојао да спречи функционисање Српске православне цркве у делу Старе Србије који углавном обухвата данашњу Северну Македонију. Бугарски егзархат се након Берлинскога конгреса једно време повукао из Македоније, да би 1890. од турских власти добио дозволу за повратак у охридску и скопску епархију, а 1894. у велешку и неврокопску епархију. Након 1897. делују у битољској, струмичкој и дебарској епархији. Осниване су многе бугарске школе новцем добијаним од бугарске државе за пропагандне сврхе. Почели су да забрањују слављење славе и да се славе српски свеци. Српске књиге су избацивали из школа и цркава. Многи су због тога напуштали бугарску егзархију и враћали се цариградској патријаршији, која је постала попустљивија дозволивши словенско богослужење. Турци никако нису дозвољавали обнову пећке патријаршије. Међутим након дуготрајних и упорних захтева српских народних првака и након дипломатскога посредовања Русије, Србије и Црне Горе издејствовано је да цариградски патријарх постави Србе за епископе у Призрену 1896. и Скопљу 1897. Српски епископи су онда почели да отварају школе уз помоћ новца добијенога из Србије. Тек тада су почели да се такмиче са дубоко укорењеном бугарском пропагандом. Читави крајеви су почели да се одвајају од бугарске егзархије и да прилазе српским епископима. Бугари су онда од 1902. почели да организују разбојничке чете, које су поубијале много српских истакнутих људи, а нарочито су се окомили на свештенике и учитеље. Као последица терора ВМРО а и албанских и турских башибозука над Србима у Старој Србији и Македонији у патриотским круговима у Београду, Врању, Скопљу и Битољу се родила идеја о формирању српске четничке организације која би спроводила координирану оружану одбрану Срба.
Све до Првог балканског рата (1912-1913) и протеривања Турака из Старе Србије, Бугарска егзархија је често (помоћу ВМРО комита) спроводила ликвидације српских свештеника и учитеља. За време Првог светског рата (1914-1918), Бугарска егзархија је искористила бугарску окупацију источне и јужне Србије од 1915. до 1918. године за поновно успостављање својих структура у запоседнутим српским областима, што се поновило и током Другог светског рата, када је бугарска окупација истих области од 1941. до 1944. године послужила Бугарској егзархији за нови упад на канонска подручја Српске православне цркве.